# Alainites
Alainites är ett släkte av dagsländor. Alainites ingår i familjen ådagsländor.
Släktet innehåller bara arten Alainites muticus.